# Archikatedra Chrystusa Króla w Katowicach
Archikatedra Chrystusa Króla w Katowicach – rzymskokatolicki kościół zbudowany w latach 1927–1955 w stylu klasycyzującym według projektu architektów Zygmunta Gawlika i Franciszka Mączyńskiego. Wznosi się w południowej części Śródmieścia Katowic, w kwartale ulic Powstańców, W. Stwosza, H. Jordana i Plebiscytowej.
Jest jedną z największych katedr w Polsce. Jego kubatura wynosi około 120 tys. m³. Portyk świątyni tworzą m.in. parzyście ułożone kolumny korynckie, a cały gmach wieńczy kopuła na niskim tamburze. Wnętrza archikatedry utrzymywane są w stylu art déco. Stanowi ona centrum życia religijnego archidiecezji katowickiej, a także jest świątynią katowickiej parafii katedralnej Chrystusa Króla. W podziemiach archikatedry działa Panteon Górnośląski w Katowicach.

## Historia

### Początki

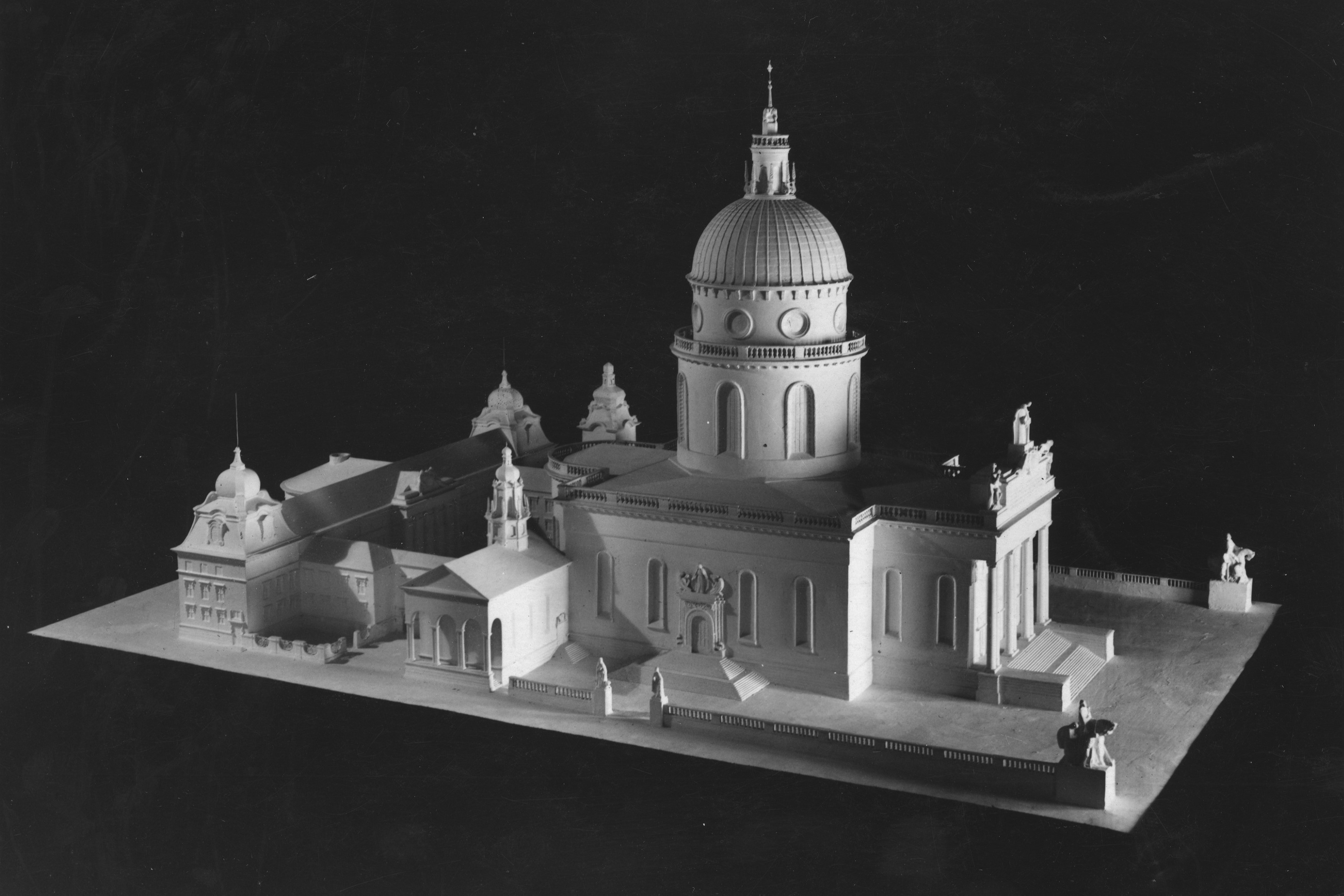
Przedwojenny model katedry Chrystusa Króla według projektu Zygmunta Gawlika

Po przyłączeniu części Górnego Śląska do Polski, w 1922 roku Stolica Apostolska delegowała osobnego administratora apostolskiego na Górny Śląsk – Augusta Hlonda, co potwierdził dekret z dnia 27 listopada 1923 roku wydany przez Rzymską Kongregację do Spraw Nadzwyczajnych. Diecezję katowicką powołano 28 października 1925 roku, a August Hlond, późniejszy prymas Polski, został jej pierwszym biskupem. Decyzja ta spowodowała to, iż konieczna stała się budowa kościoła katedralnego, pałacu biskupiego oraz budynków kurii diecezjalnej.
Już w 1924 roku władze kościelne pod nowe budynki zakupiły teren na południowym skraju ówczesnych Katowic, w kwartale ulic Powstańców, Plebiscytowej i W. Stwosza. Ich zakup wsparł kwotą 500 tys. złotych Wydział Budżetowo-Gospodarczy Urzędu Wojewódzkiego Śląskiego w Katowicach, a wcześniej na tych terenach znajdowała się cegielnia, pola i ogrody.
W tym samym roku został rozpisany konkurs architektoniczny. Ogłoszone warunki konkursu, precyzując szczegółowo potrzeby praktyczne, od strony artystycznej wskazywały jedynie ogólnikowo cechy, jakimi nowy kompleks miał się charakteryzować postulując jedynie, by nowa świątynia była monumentalna, a całokształt założenia miał cechować się jednolitością. Jedynym konkretnym warunkiem konkursu było wykluczenie stylu gotyckiego.
Konkurs wzbudził duże zainteresowanie – wpłynęło łącznie 37 prac. 19 kwietnia 1925 roku zebrało się jury konkursu w składzie: architekci Witold Minkiewicz, Karol Jankowski i Józef Gałęzowski, profesor historii Uniwersytetu Jagiellońskiego w Krakowie ks. Tadeusz Kruszyński, delegat katowickiego Związku Budowniczych Franciszek Rozkoszny, delegat Urzędu Wojewódzkiego Choduba, delegat Magistratu miasta Katowice Zimmermann oraz przedstawiciele władz kościelnych: wikariusz generalny ks. Teofil Bromboszcz i delegat Administracji Apostolskiej ks. Teodor Kubina. Sąd konkursowy uznał, że żaden z projektów nie zasługiwał na pierwszą nagrodę, a także żaden z nich nie nadawał się do realizacji bez uprzednich poważnych przeróbek. Ostatecznie o wyborze projektu zadecydowały głosy władz kościelnych – do realizacji przyjęto projekt krakowskiego architekta Zygmunta Gawlika, lecz nie w wersji pierwotnej, a po dokonaniu w nim poprawek.
Rozstrzygnięcie to wywołało kontrowersje. Środowisko architektoniczne w Polsce krytykowało zbyt mały udział architektów w jury, co wpłynęło na takie, a nie inne rozstrzygnięcie, a projektowi Gawlika zarzucono nieoryginalność, szkolne podejście do tematu, a nawet naśladowanie stylu empire rodem z Petersburga.
Ze względu na młody wiek Gawlikowi zalecono współpracę z bardziej doświadczonym Franciszkiem Mączyńskim. Po blisko roku pracy złożyli oni Komitetowi Budowy Katedry nowy projekt świątyni. Przewidywał on gmach z klasycyzującym wyrazem, choć dalekim od ortodoksji, a jego wnętrza miały mieć barokowy charakter. Wykonanie dekoracji rzeźbiarskiej elewacji zewnętrznych zlecono natomiast Xaweremu Dunikowskiemu.

### Budowa

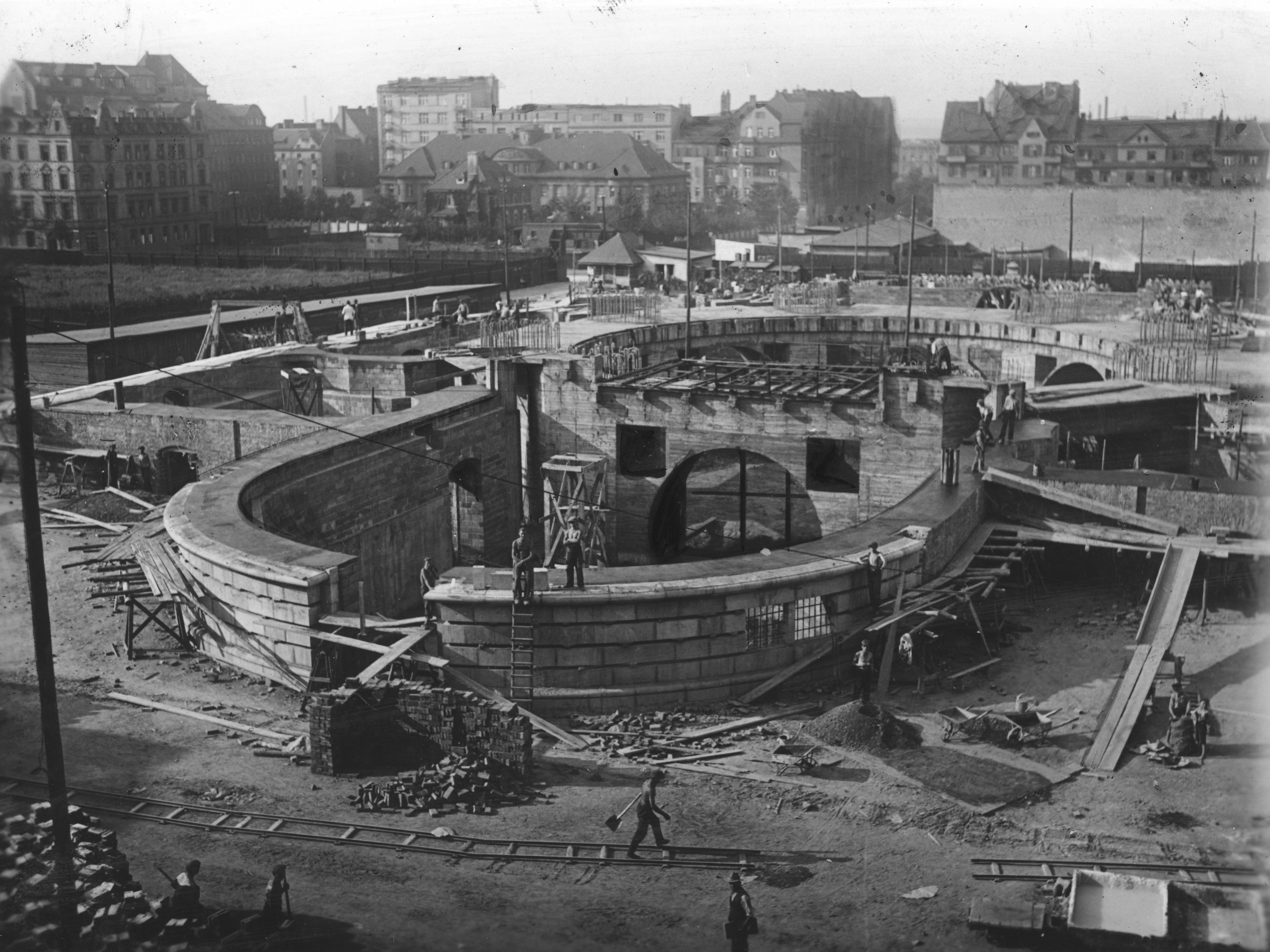
Budowa katedry w sierpniu 1934 roku; na pierwszym planie prezbiterium

Uroczyste rozpoczęcie budowy świątyni nastąpiło 5 czerwca 1927 roku. Pierwszym magister fabricae, a zarazem przewodniczącym Komitetu Budowy Katedry w Katowicach wybrany został ks. Emil Szramek. Budowa pomimo dużego zainteresowania i poparcia społeczeństwa Górnego Śląska, a także wydatnej pomocy finansowej ze strony władz wojewódzkich i wojewody Michała Grażyńskiego przebiegała bardzo powoli, a często była ona wręcz zatrzymywana. W 1929 roku nastąpiło pierwsze wstrzymanie prac, a w związku z kłopotami władz kościelnych w sprawowaniu jednoczesnych robót w obrębie katedry i kurii diecezjalnej priorytetem stało się wznoszenie drugiego z tych obiektów. Prace ziemne i przy budowie fundamentów katedry trwały do 1931 roku.
4 września 1932 roku wmurowano kamień węgielny, a w uroczystości tej uczestniczyli: abp Adam Stefan Sapieha, bp Antoni Szlagowski, bp Bernard Dembek, nuncjusz abp Francesco Marmaggi, wojewoda Michał Grażyński i członkowie kapituły katedralnej.
W trakcie robót budowlanych wielokrotnie dokonywano zmian w kształcie architektonicznym pierwotnego projektu. W latach 30. XX wieku zrezygnowano z wystroju rzeźbiarskiego fasady projektu Xawerego Dunikowskiego, a sam autor barokowość wnętrz zamienił na dekoracyjne motywy w duchu polskiego art déco. Niektóre zmiany wprowadzono wbrew woli Gawlika. Tak właśnie było z wybudowaniem w latach 30. XX wieku przylegającego do zachodniej ściany prezbiterium budynku przeznaczonego na plebanię.
W 1938 roku erygowano lokalię z tymczasowym kościołem, którym było nowo wybudowane prezbiterium. Zostało ono poświęcone 6 czerwca 1938 roku. Do września 1939 roku mury zewnętrzne zostały wyciągnięte do wysokości 8 metrów, a ogółem w latach 30. i 40. XX wieku w obrębie katedry przeprowadzono szereg mniejszych i większych prac, jak m.in. budowa krypty czy konstrukcja filarów podkopułowych.
W czasie II wojny światowej budowa katedry decyzją niemieckich władz okupacyjnych została wstrzymana, a fabrica ecclesiae została zlikwidowana. Okupanci nie zezwolili nawet na prowizoryczne zabezpieczenie istniejących murów i krypty. Niemcy urządzili tam schron przeciwlotniczy oraz tajne archiwum Gestapo.
Pierwsze powojenne prace w 1946 roku rozpoczął mistrz kamieniarski Edward Woźny wraz ze swym pomocnikiem Józefem Zioło. Formalnie decyzja o kontynuacji budowy zapadła 3 czerwca 1947 roku i była ona prowadzona pod kierunkiem ks. Rudolfa Adamczyka. W 1948 Prezydium Wojewódzkiej Rady Narodowej w Katowicach zażądało obniżenia wysokości kopuły katedry o ok. 40 m, aby nie dominowała w pejzażu Katowic, jednak ks. Adamczyk to żądanie odrzucił. W 1950 roku zaistniała groźba ponownego wstrzymania robót, gdyż Wojewódzki Urząd Śląsko-Dąbrowski zamierzał cofnąć zezwolenie na budowę katedry. Jednocześnie Wydział Budowy sugerował redukcję wysokości kopuły świątyni motywując to względami oszczędnościowymi.
W latach 50. XX wieku, gdy z diecezji wysiedlono biskupów, a za wyimaginowane przestępstwa uwięziono ks. Adamczyka, kierownictwo budowy przejął narzucony przez władze komunistyczne wikariusz kapitulny ks. Jan Piskorz. Miał on około 1954 roku znaczący wpływ na modyfikację projektu, w wyniku którego ostatecznie obniżono wysokość kopuły. Ulegając presji władz wojewódzkich Kuria Biskupa zleciła Gawlikowi sporządzenie nowego projektu. Pierwotnie kopuła na wysokim tamburze po wybudowaniu dominowałaby w pejzażu miasta, a w drugiej, poprawionej wersji projektu została zastąpiona przez niską czaszę na niewysokim tamburze. Zmiana ta zupełnie zniekształciła pierwotny projekt Gawlika.

### Konsekracja i dalsza działalność

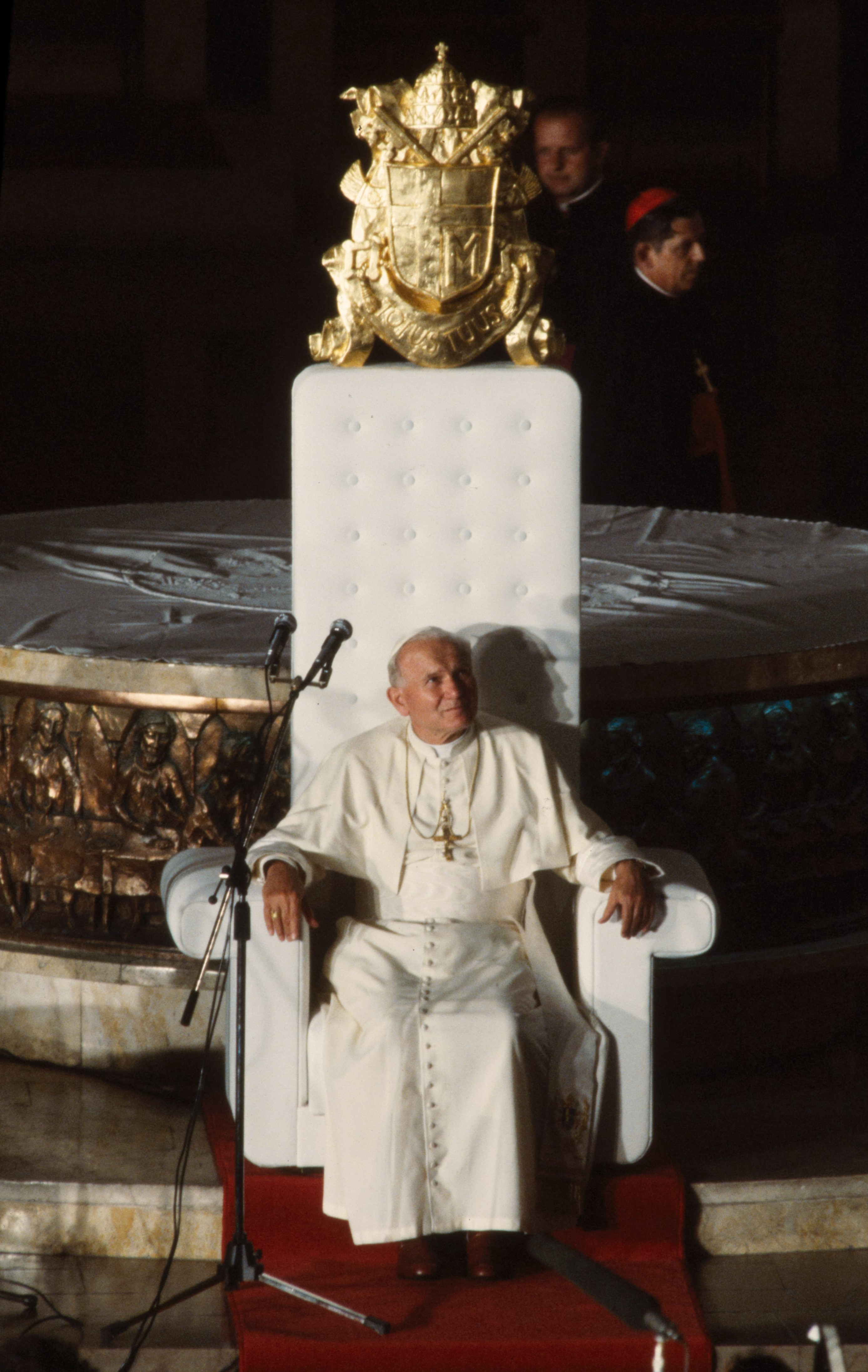
Jan Paweł II w katedrze (1983)

Konsekracji świątyni dokonał 30 października 1955 roku, podczas tzw. wysiedlenia biskupów katowickich, ordynariusz częstochowski Zdzisław Goliński, jednak prace wykończeniowe trwały jeszcze prawie do drugiej połowy lat 60. XX wieku. Funkcje katedry pełnił dotychczas kościół pw. śś. ap. Piotra i Pawła, kiedy to 1 sierpnia 1957 roku prymas Polski kard. Stefan Wyszyński przeniósł dekretem prawa kościoła katedralnego na kościół pw. Chrystusa Króla. Po powrocie biskupów, przy nowej świątyni 20 grudnia 1957 roku erygowano parafię, a pierwszym jej proboszczem został ks. prałat Rudolf Adamczyk.
W związku z powstaniem Uniwersytetu Śląskiego w Katowicach, 5 października 1968 roku w krypcie katedry bp Herbert Bednorz ustanowił kościół akademicki. W 1973 roku na mocy postanowień soboru watykańskiego II nastąpiła częściowa przebudowa oraz dostosowanie wnętrza do nowych wymogów liturgicznych. Wyposażenie i aranżację wnętrza zaprojektował Mieczysław Król, a elementy rzeźbiarskie Jerzy Egon Kwiatkowski.
20 czerwca 1983 roku w katowickiej katedrze gościł papież Jan Paweł II w trakcie swojej drugiej pielgrzymki do Polski, gdzie spotkał się z chorymi i osobami niepełnosprawnymi. Odprawiono modlitwy, odbyło się przemówienie i przywitanie zebranych, a na cześć papieża muzycy Wielkiej Orkiestry Symfonicznej Polskiego Radia i Telewizji wraz z chórem Filharmonii Śląskiej wykonali utwór Wojciecha Kilara Victoria.
25 marca 1992 roku katedra Chrystusa Króla stała się kościołem metropolitalnym w związku z podniesieniem diecezji katowickiej do rangi archidiecezji na mocy bulli Totus Tuus Poloniae Populus. 15 grudnia 1997 roku świątynię wpisano do rejestru zabytków nieruchomych pod nr. A/1658/97.
W kwietniu 2022 roku na zwieńczeniu fasady katowickiej archikatedry zaczęto stawianie tympanonu pn. „Hołd Ludu Śląskiego dla Chrystusa Króla”. W pierwszej kolejności wykonano trójkątną żelbetową podstawę, a po niej pierwsze figury przedstawiające Jezusa Chrystusa oraz świętych Jacka i Jadwigę. Budowa tympanonu wzbudziła kontrowersje – zarzucano mu m.in. ingerencję w zabytkową architekturę gmachu i zaburzenie jego proporcji. Nadbudowa ta uzyskała jednak zgodę konserwatora zabytków.
W ramach świętowania obchodów stulecia przyłączenia części Górnego Śląska do Polski, 19 czerwca 2022 roku odbyła się uroczysta inauguracja Panteonu Górnośląskiego w Katowicach, który został udostępniony zwiedzającym 16 lipca tego samego roku. Wraz z jego otwarciem otwarto taras widokowy znajdujący się na dachu archikatedry.

## Architektura zewnętrzna

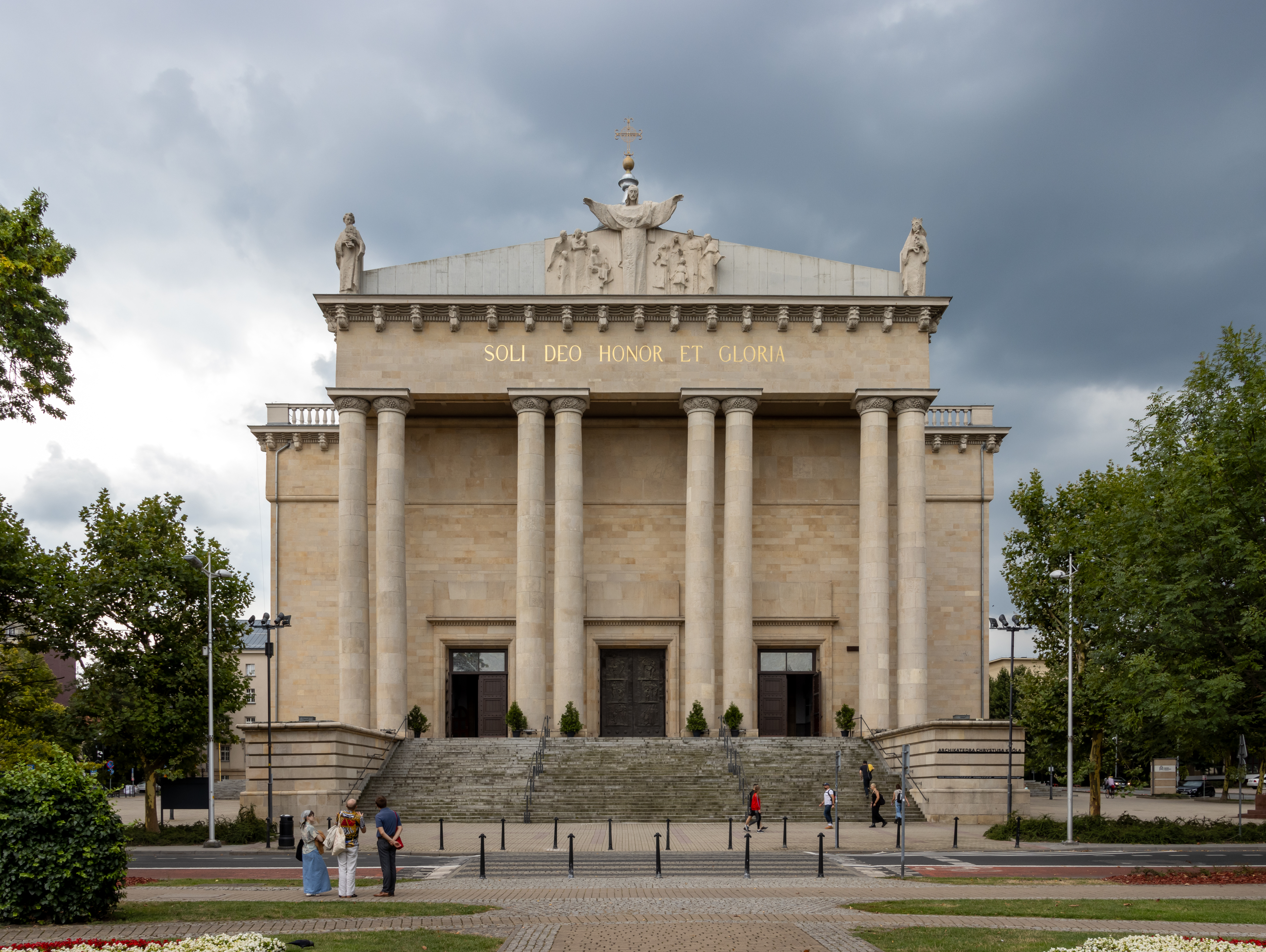
Gmach od strony północnej (2024)

Archikatedra Chrystusa Króla w Katowicach to jedyna katedra rzymskokatolicka powstała w XX wieku na terenie Polski, a zarazem jest to jeden z największych tego typu obiektów w kraju, którego kubatura wynosi ok. 120 tys. m³. Wysokość archikatedry wynosi 64 m (do szczytu kopuły 59 m), długość 101 m, szerokość nawy 50 m, szerokość między wejściami bocznymi 53 m, a szerokość schodów 20 m.
Architektonicznie reprezentuje cechy stylu klasycyzującego (bądź nawiązującym do klasycyzmu i baroku).
Jest to obiekt zwrócony frontonem ku miastu, ustawiony na wysokim bonowanym cokole. Archikatedrę wzniesiono jest na rzucie kwadratu, poprzedzona jest w części północnej prostokątną kruchtą z masywnym portykiem, a od południa zamknięta półkolistą apsydą, do której przylegają budynki domu katechetycznego oraz zakrystii. Nakryta jest dachem płaskim, a w części centralnej zwieńczona jest kopułą na niskim tamburze o średnicy 28 m zwieńczona latarnią z krzyżem. Gmach wieńczy gzyms na konsolach przedstawiających liście akantu i anioły, a nad nim znajduje się prosta attyka w formie tralkowanej balustrady.

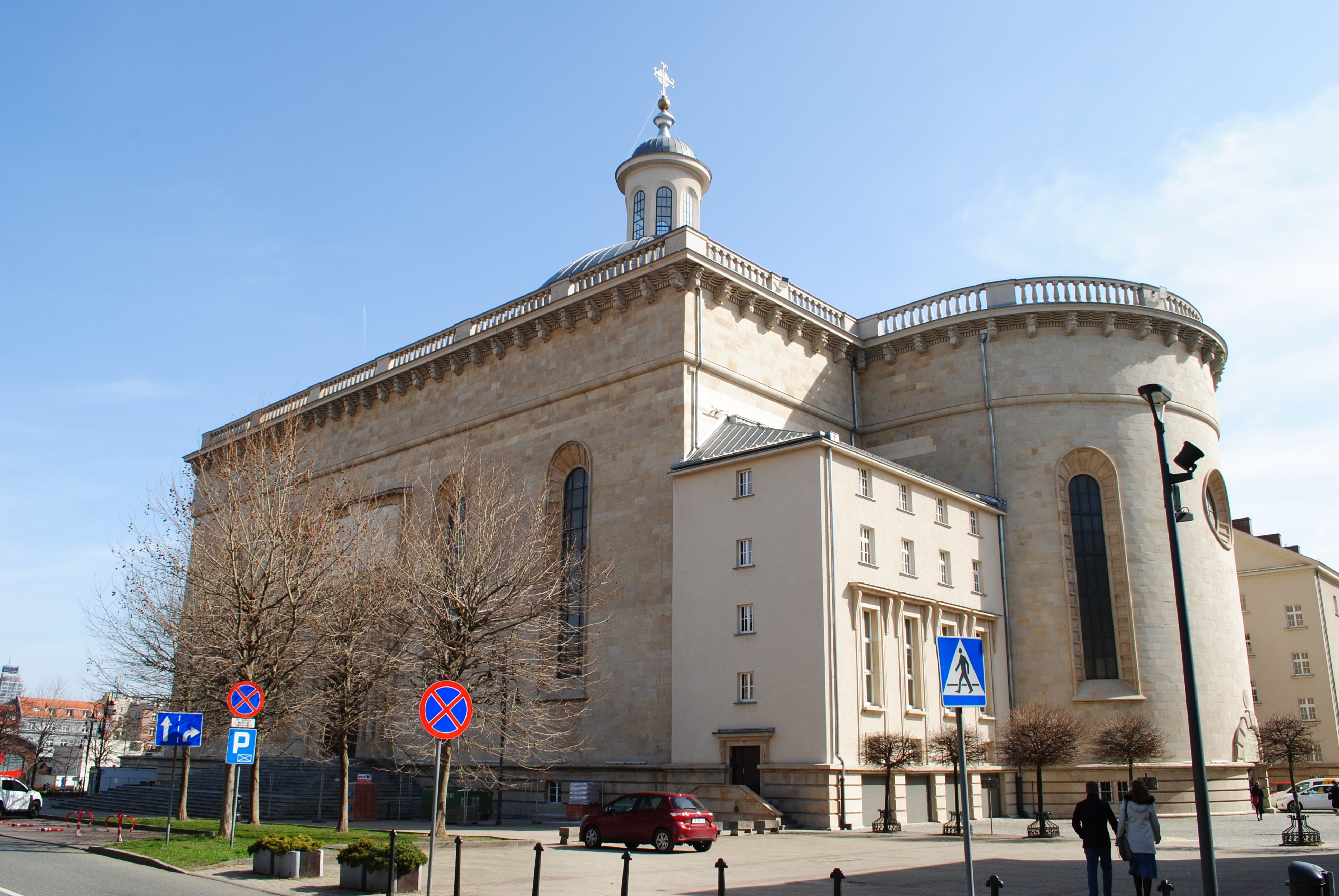
Archikatedra od strony południowo-zachodniej (2021)

Portyk archikatedry składa się z parzyście ułożonych 8 kolumn korynckich, które dźwigają proste belkowanie, w którym umieszczono złocony napis „Soli Deo honor et gloria” (łac. Jedynie Bogu cześć i chwała). Fasadę wieńczy tympanon zatytułowany „Hołd Ludu Śląskiego dla Chrystusa Króla” autorstwa Tomasza Wenklara. Realizowano go etapami, ostatni dopiero w 2022 roku, a jako pierwsze pojawiły się: 6-metrowa figura Jezusa Chrystusa z rozpostartymi ramionami (największa ze wszystkich na tympanonie), a także figury św. Jadwigi i św. Jacka. Wykonano je w sztucznym kamieniu i dolomicie.

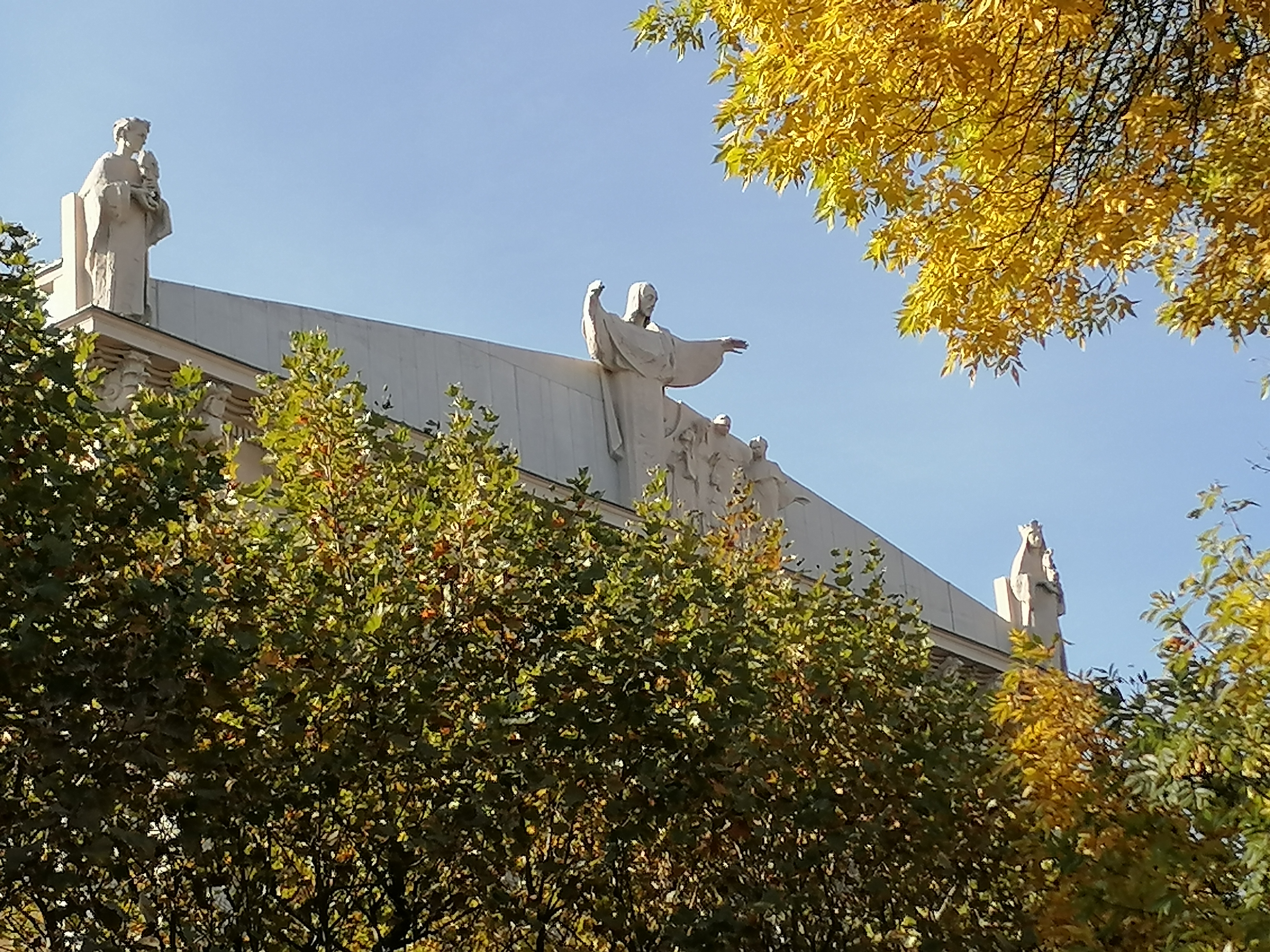
Tympanon na portyku (2023)

Do katedry prowadzą żelbetowe dwubiegowe proste schody pokryte granitem, a dalej do wnętrza prowadzi kruchta nakryta stropem kasetonowym. Główny portal archikatedry tworzą trzy pary drzwi, z których środkowe są zdobione płaskorzeźbami o treści millenijnej projektu Jerzego Kwiatkowskiego z 1968 roku, a zostały one wykonane przez Stefana Gaidę. Oprócz wejścia głównego archikatedra ma jeszcze dwa portale boczne.
Elewacje boczne świątyni są symetryczne i pięcioosiowe. Na osi centralnej znajdują się portale poprzedzone schodami, a otwory wejściowe ujęto w trzech uskokowo ustawionych półkolumnach dźwigających belkowanie z szerokim pasem fryzu zdobionymi trzema rozetami. Na belkowaniu spoczywa prostokątny kamienny blok.
Okna katedry mają kształt stojących prostokątów zamkniętych łukiem pełnym. Są one konstrukcji stalowej, trzydziestopolowe, z witrażami i przeszkleniami ochronnym, a w prezbiterium znajduje się okno witrażowe okrągłe tej samej konstrukcji, dwunastopolowe. Na bocznych elewacjach znajdują się wydłużone, rozglifione okna o gotyckim charakterze.
Cała archikatedra Chrystusa Króla jest murowana z cegły, o konstrukcji żelbetowej. Elewacje obłożono dolomitem wydobywanym i obrabianym w kamieniołomach w Imielinie, a elewacje plebanii i zakrystii są tynkowane w tynku szlachetnym, cyklinowanym z miką. Do budowy schodów wykorzystano m.in. kamień z rozebranej w 1933 roku wieży Bismarcka w Mysłowicach. Kopuła i dachy nad probostwem, zakrystią i domem katechetycznym pokryto blachą ocynkowaną, a części płaskie katedry są kryte papą.

Detale zewnętrzne archikatedry
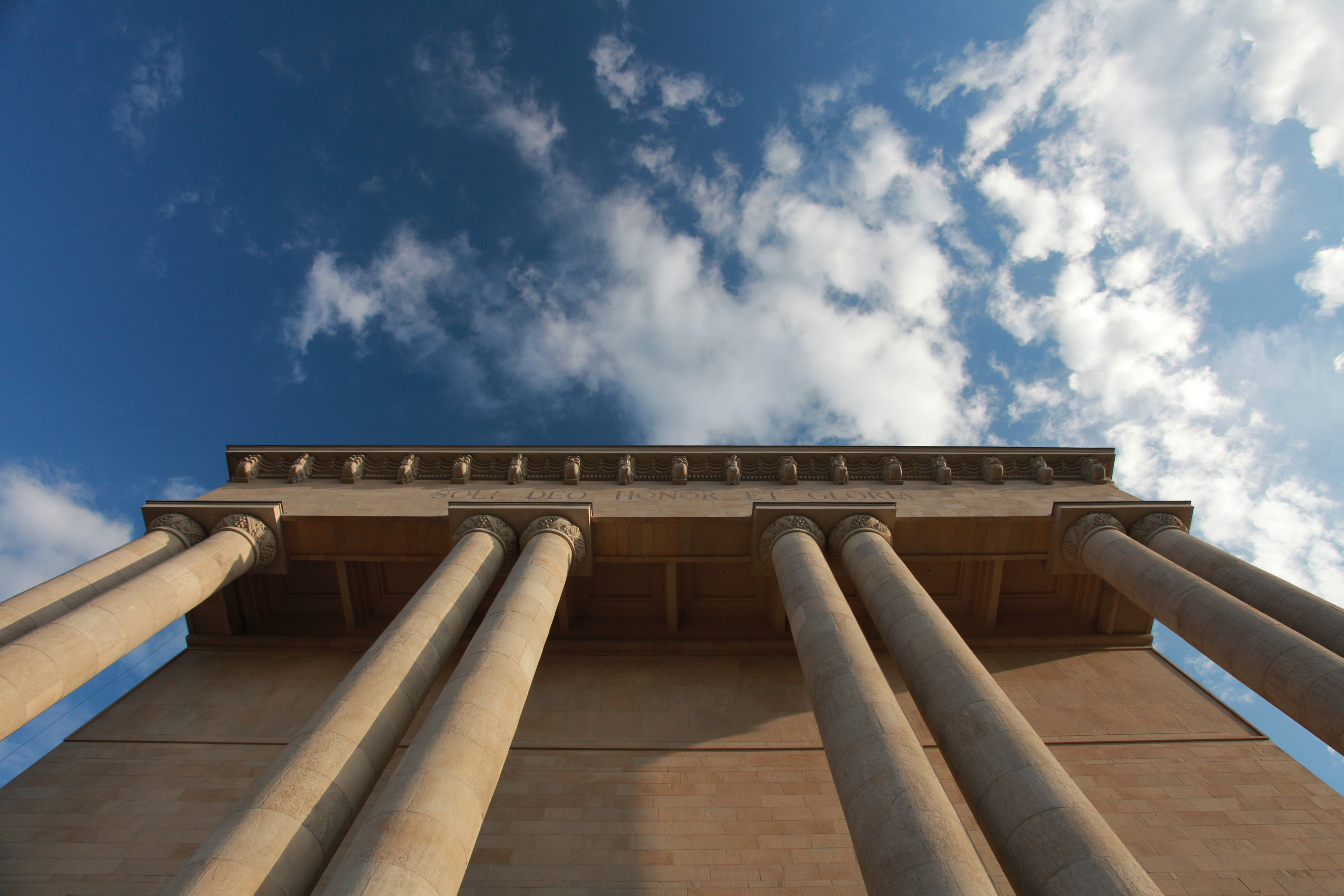
Zbliżenie na portyk z kolumnadą; pod belkowaniem strop kasetonowy (2016)
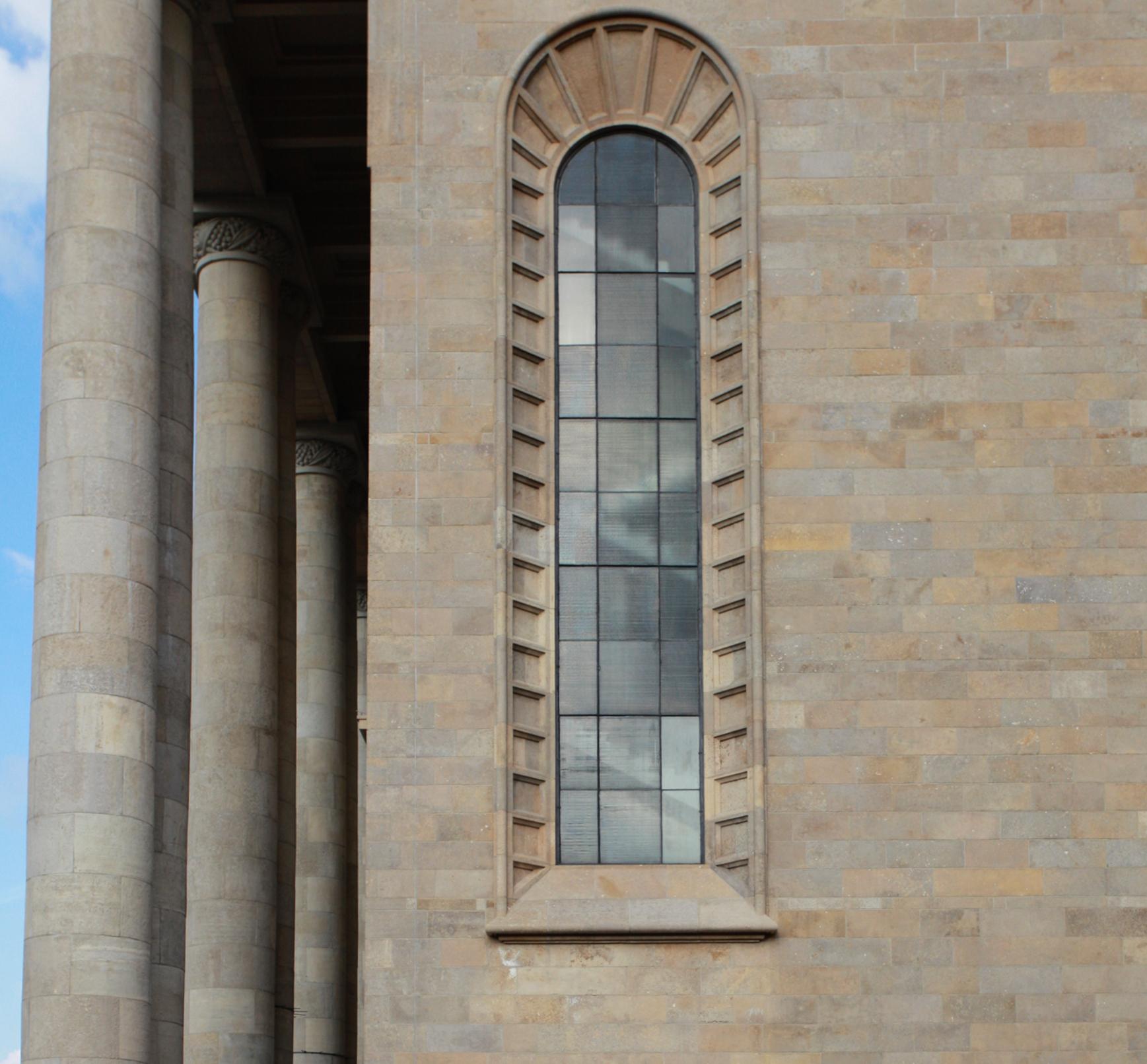
Portyk i jedno z okien na bocznej elewacji archikatedry (2016)
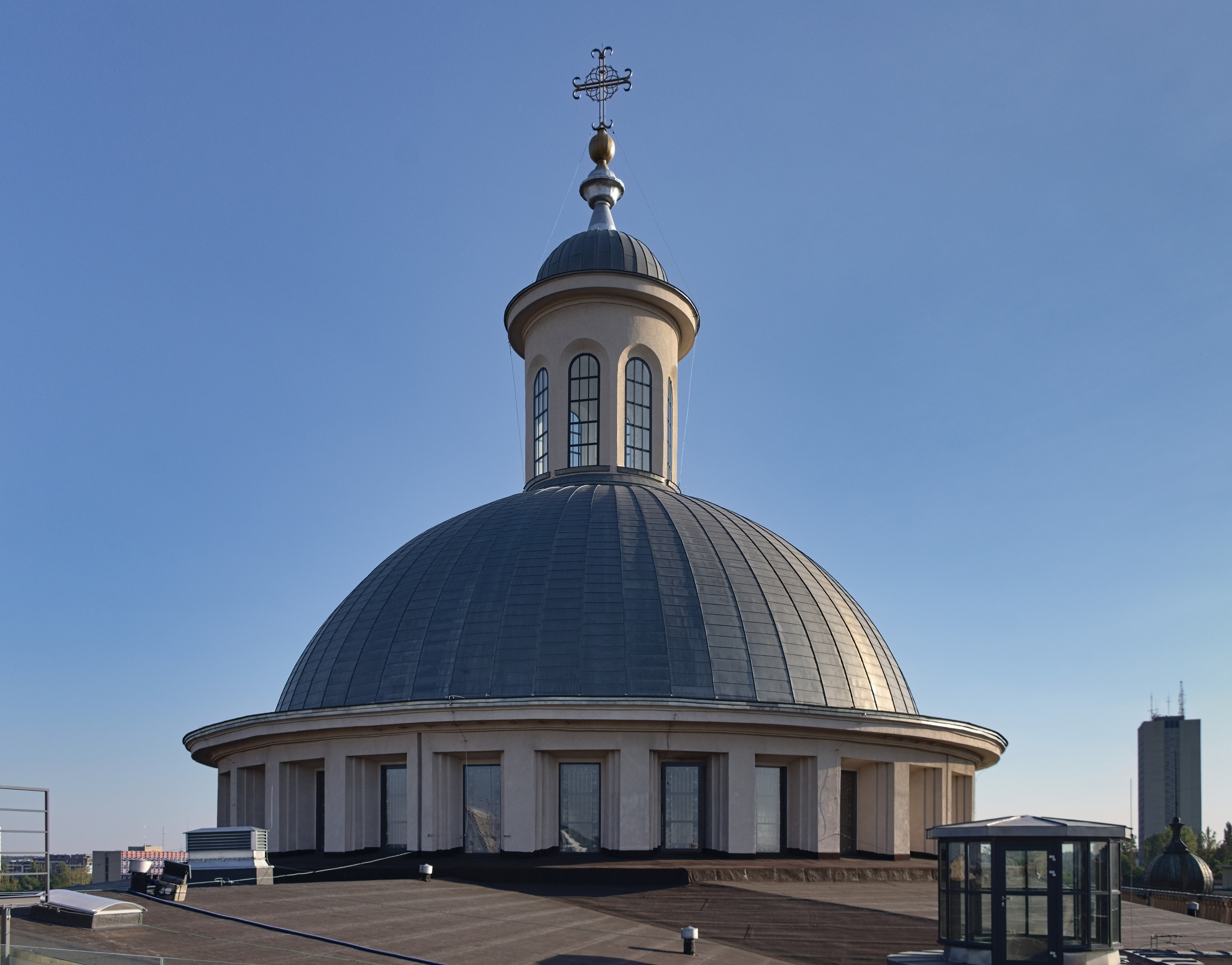
Kopuła archikatedry (2023)

## Architektura wnętrz i wyposażenie

### Ogólna charakterystyka

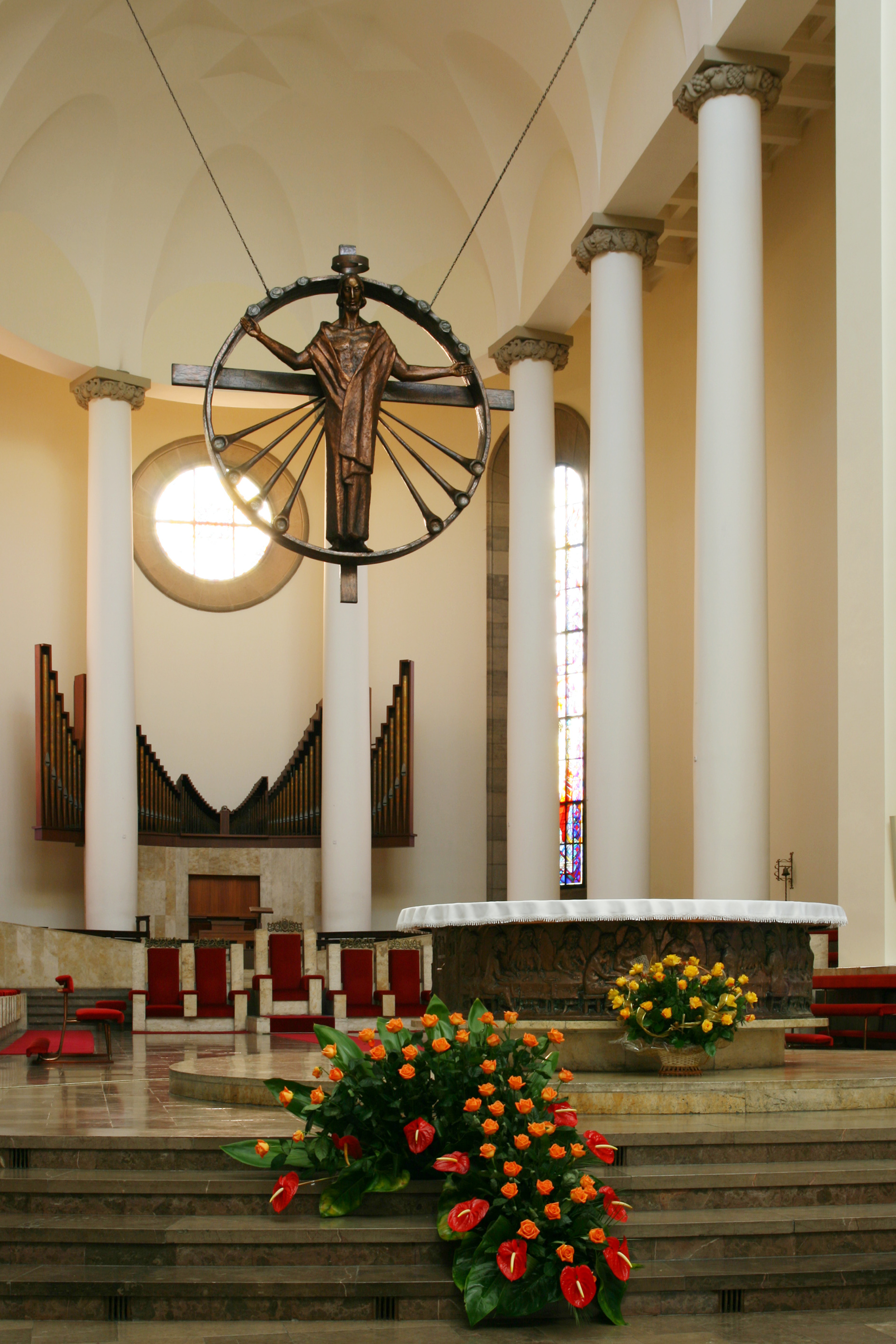
Ołtarz główny i górująca nad nim figura Chrystusa Zmartwychwstałego

Układ przestrzenny wewnątrz archikatedry Chrystusa Króla charakteryzuje się centralnie wpisanym ośmiobokiem otoczonym czterema kaplicami zlokalizowanymi w narożach bryły, a pozostałe dwie główne osie wyznaczają rozlokowane w części południowej prezbiterium dwie boczne kruchty oraz wejście główne w części północnej. Ośmioboczna część świątyni wydzielona jest arkadami wspartymi na profilowanych filarach zwieńczonych fantazyjnymi kapitelami oraz nakryta jest kopułą. Południowa arkada otwiera się na prostokątne, wydłużone prezbiterium sklepione kryształową kolebką z lunetami i zamknięte półkolistą apsydą, natomiast na ścianie północnej nad wejściem znajduje się chór wsparty na konsoli.
Wnętrze świątyni utrzymane jest w stylu art déco. Wyposażenie i aranżację wnętrza zaprojektował arch. Mieczysław Król, a elementy rzeźbiarskie Jerzy Egon Kwiatkowski. Układ ten zdominowany jest przez okrągły ołtarz główny obłożony polerowanym trawertynem i ozdobiony płaskorzeźbami z motywami Ostatniej Wieczerzy oraz wesela w Kanie Galilejskiej. Nad mensą zawieszona jest figura Chrystusa Zmartwychwstałego, wykonana w 1973 roku ze spolimeryzowanej żywicy syntetycznej.

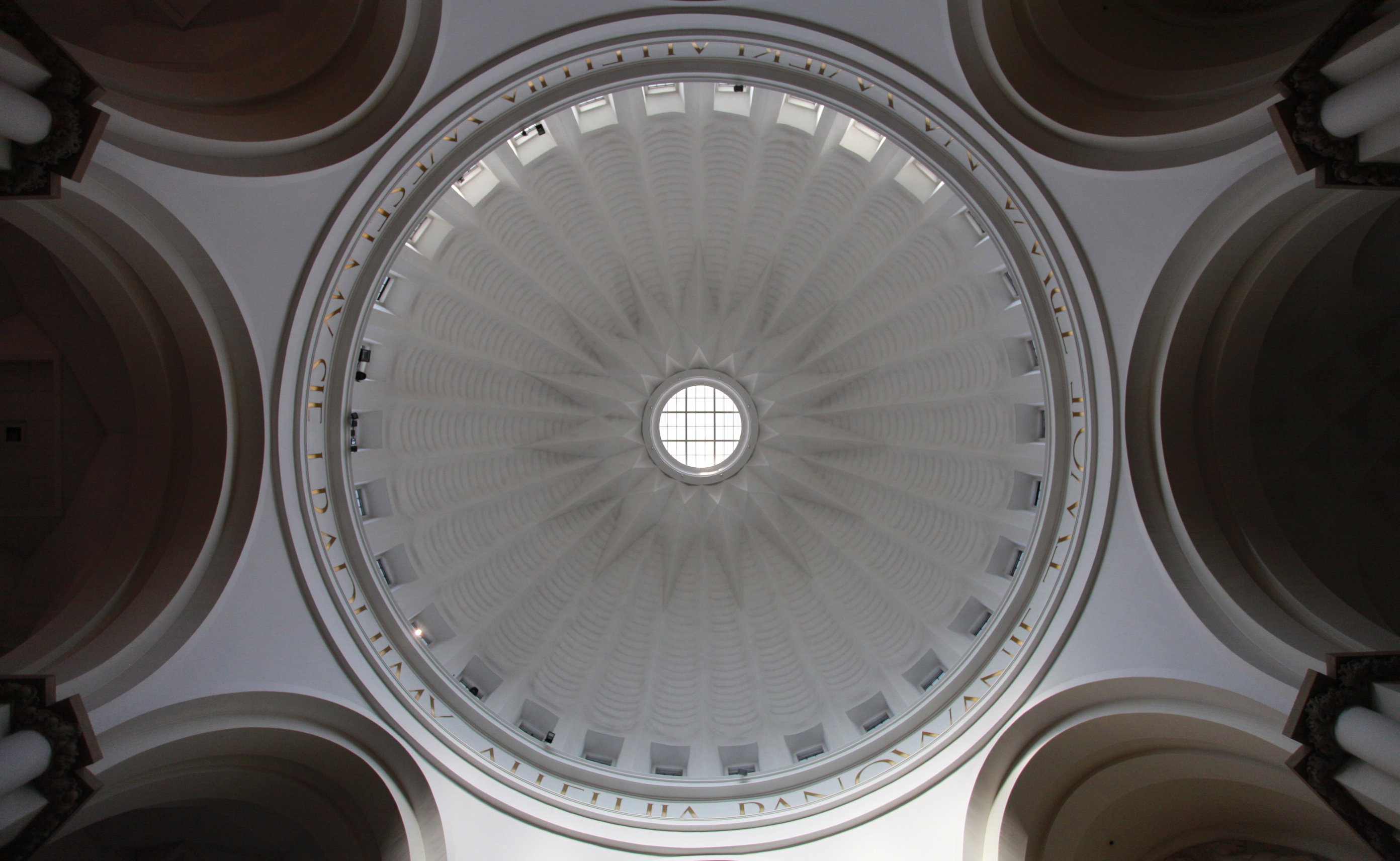
Wnętrze kopuły pośrodku katowickiej archikatedry (2016)

W latach powojennych część elementów katedry projektował Adam Bunsch, tj. ołtarz do kaplicy Matki Bożej Nieustającej Pomocy z kopią cudownego obrazu oraz witraż Matki Bożej Piekarskiej w kaplicy Ducha Świętego z 1959 roku. Umieszczone na dużych filarach, wykonane z brązu stacje drogi krzyżowej zostały zawieszone w latach 2000–2002. Wykonano je według projektu Zygmunta Brachmańskiego, a całość poświęcił abp Damian Zimoń w Niedzielę Palmową 24 marca 2002 roku.
Witraże archikatedry pochodzą z lat 1954–1972 i są w większości projektu Stanisława Pękalskiego. Ich fundatorami są dekanaty archidiecezji katowickiej i przedstawiają one świętych patronów ważniejszych kościołów tych wspólnot.
W przedsionku po lewej stronie znajduje się płaskorzeźba projektu Brachmańskiego przedstawiająca pierwszego biskupa diecezji katowickiej Augusta Hlonda, po prawej natomiast znajdują się krzyż i epitafium upamiętniające męczeństwo duchowieństwa z Górnego Śląska w czasie II wojny światowej.

### Kaplice
W lewej nawie znajduje się kaplica z figurą Matki Bożej Fatimskiej, którą papież Jan Paweł II poświęcił w Fatimie podczas pielgrzymki dziękczynnej za uratowanie życia. Umieszczono ją na Drzewie Fatimskim autorstwa Teresy Michałowskiej i Henryka Piechaczka przedstawiającym 15 tajemnic różańca. Również w lewej nawie znajduje się kaplica z figurą Serca Jezusowego i z obrazem Matki Bożej Nieustającej Pomocy. W kaplicy św. Barbary po lewej stronie archikatedry centralne miejsce zajmuje rzeźba patronki autorstwa Gerarda Grzywaczyka. Znajduje się w niej także ołtarz wykonany z bryły węgla kamiennego poświęcony w 1987 roku z okazji 35 lat sakry bpa Herberta Bednorza i pomnik poległych górników kopalni „Wujek”. Na ścianie kaplicy znajdują się tablice upamiętniające bł. ks. Emila Szramka, ks. prał. Rudolfa Adamczyka, ks. Adama Kocura, Józefa Rymera i Wojciecha Korfantego. Jest także tablica upamiętniająca ofiary III powstania śląskiego i kolejna poświęcona Orlętom Lwowskim.
W prawej nawie archikatedry znajduje się kaplica Matki Bożej Częstochowskiej z marmurowym ołtarzem projektu Ryszarda Kopca. Powstał on w 1999 roku i został poświęcony 26 sierpnia 2000 roku przez abp. Damiana Zimonia. Replikę obrazu wykonał Wiktor Bulik. Znajduje się tu także tablica upamiętniająca wizytę papieża Jana Pawła II w Katowicach. Obok znajdują się kaplice św. Antoniego i św. Jana Pawła II z fotelem i ołtarzem z lotniska Katowice-Muchowiec, gdzie 20 czerwca 1983 roku papież odprawił mszę św., a także wejście do krypty grobowej biskupów katowickich.
Przy prezbiterium znajduje się kaplica Chrztu Świętego (nazywana też kaplicą Ducha Świętego) po lewej stronie i kaplica Najświętszego Sakramentu po prawej. Drzwiczki tabernakulum w kaplicy Najświętszego Sakramentu zdobi metaloplastyka z motywem krzewu gorejącego. W witrażu przedstawione zostały postacie ze Starego Testamentu, stanowiące archetypiczną zapowiedź eucharystii, m.in. Abel, Melchizedek i Izaak. Na bocznej ścianie umieszczony jest obraz Jezusa Miłosiernego, a w absydach bocznych rzeźby Maryi i św. Józefa. Elementy mozaiki kaplicy Najświętszego Sakramentu wykonano w Murano i są darem katolików z archidiecezji monachijskiej złożonym z inicjatywy abpa Josepha Ratzingera. W kaplicy Chrztu Świętego w centralnym miejscu znajduje się chrzcielnica z paschałem projektu Kwiatkowskiego, wykonana przez Waldemara Madaja z czterech bloków trawertynu. Mozaikę kaplicy w kolorze niebieskim także wykonano w Murano i jest darem archidiecezji salzburskiej. W kaplicy Chrztu Świętego znajdują się także trzy rzeźby autorstwa Mieczysława Stobierskiego, przedstawiające św. Jacka, św. Jadwigę i bł. Bronisławę, a w witrażu widoczny jest wizerunek Matki Bożej Piekarskiej. Kaplicę poświęcono 23 listopada 1986 roku.

Kaplice wewnątrz archikatedry
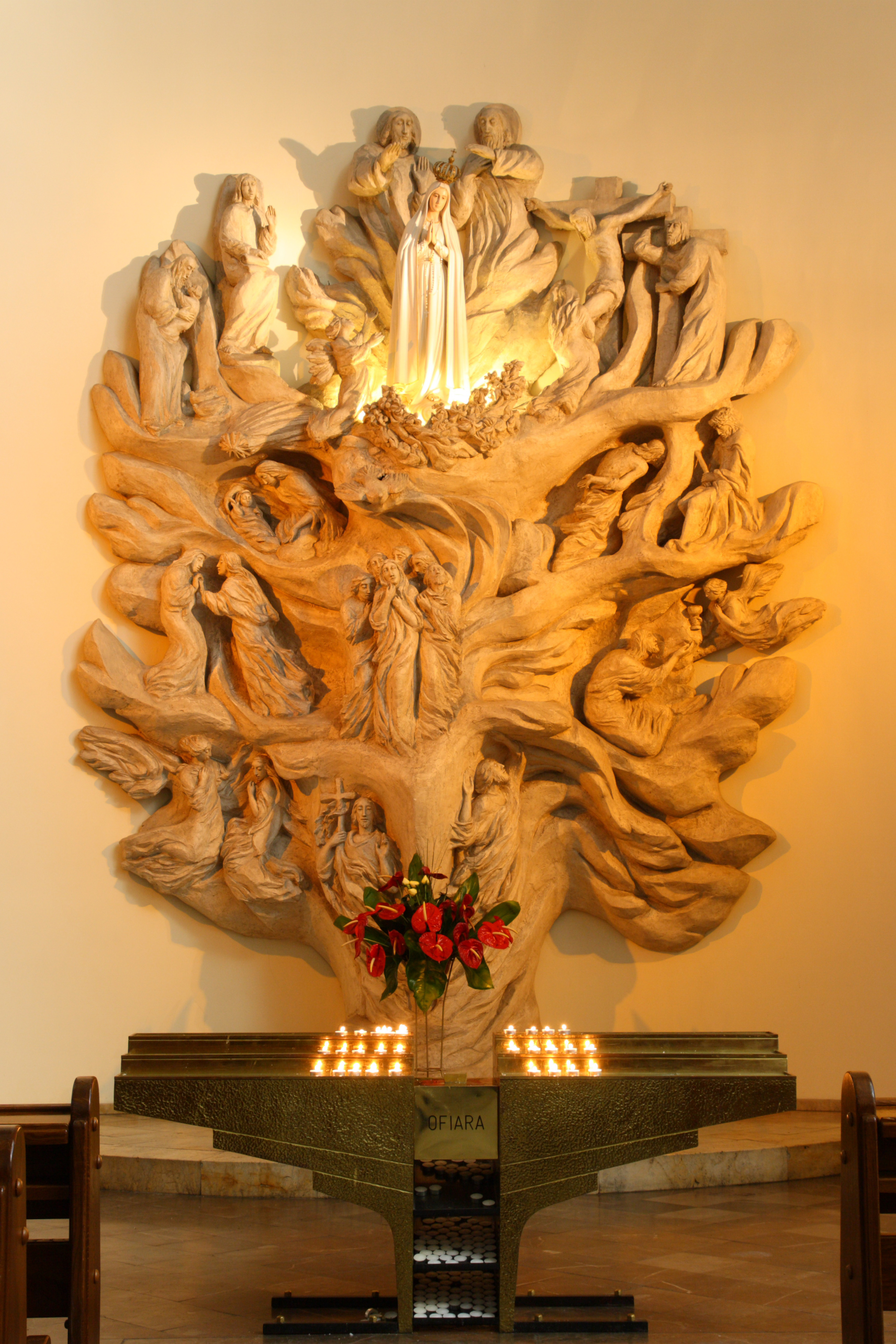
Kaplica z figurą Matki Bożej Fatimskiej (2008)
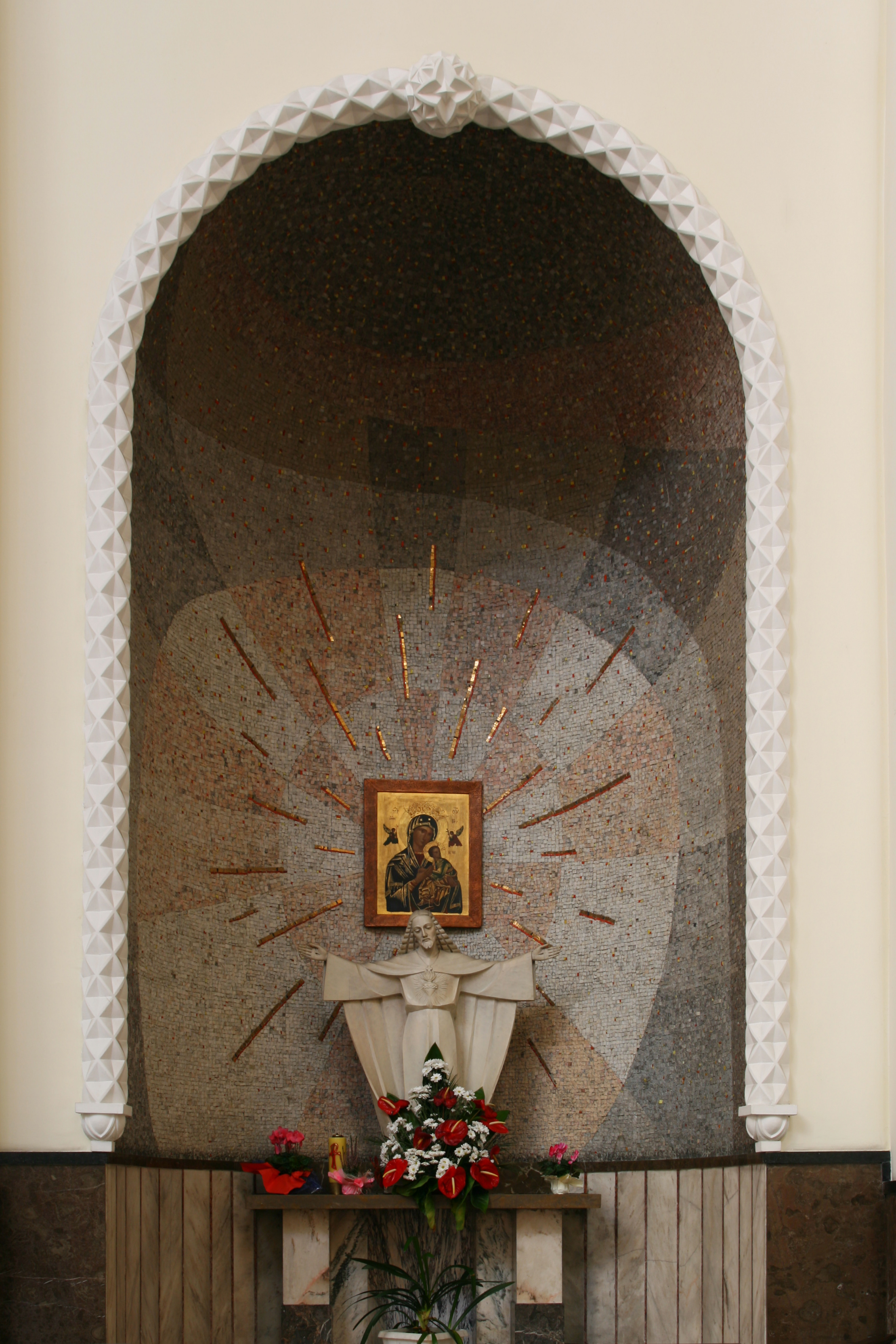
Kaplica z figurą Serca Jezusowego i z obrazem Matki Bożej Nieustającej Pomocy (2008)
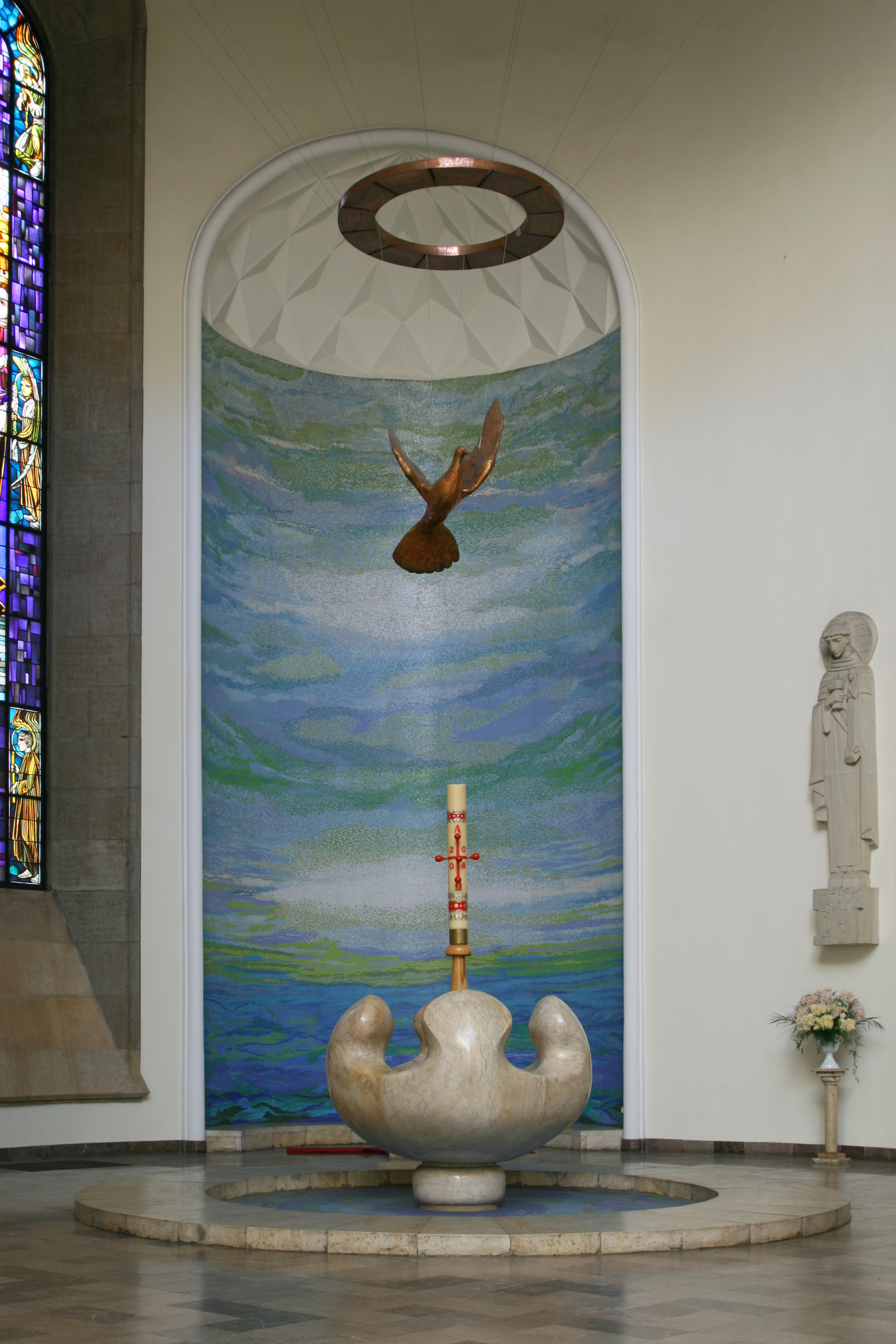
Kaplica Chrztu Świętego (2008)
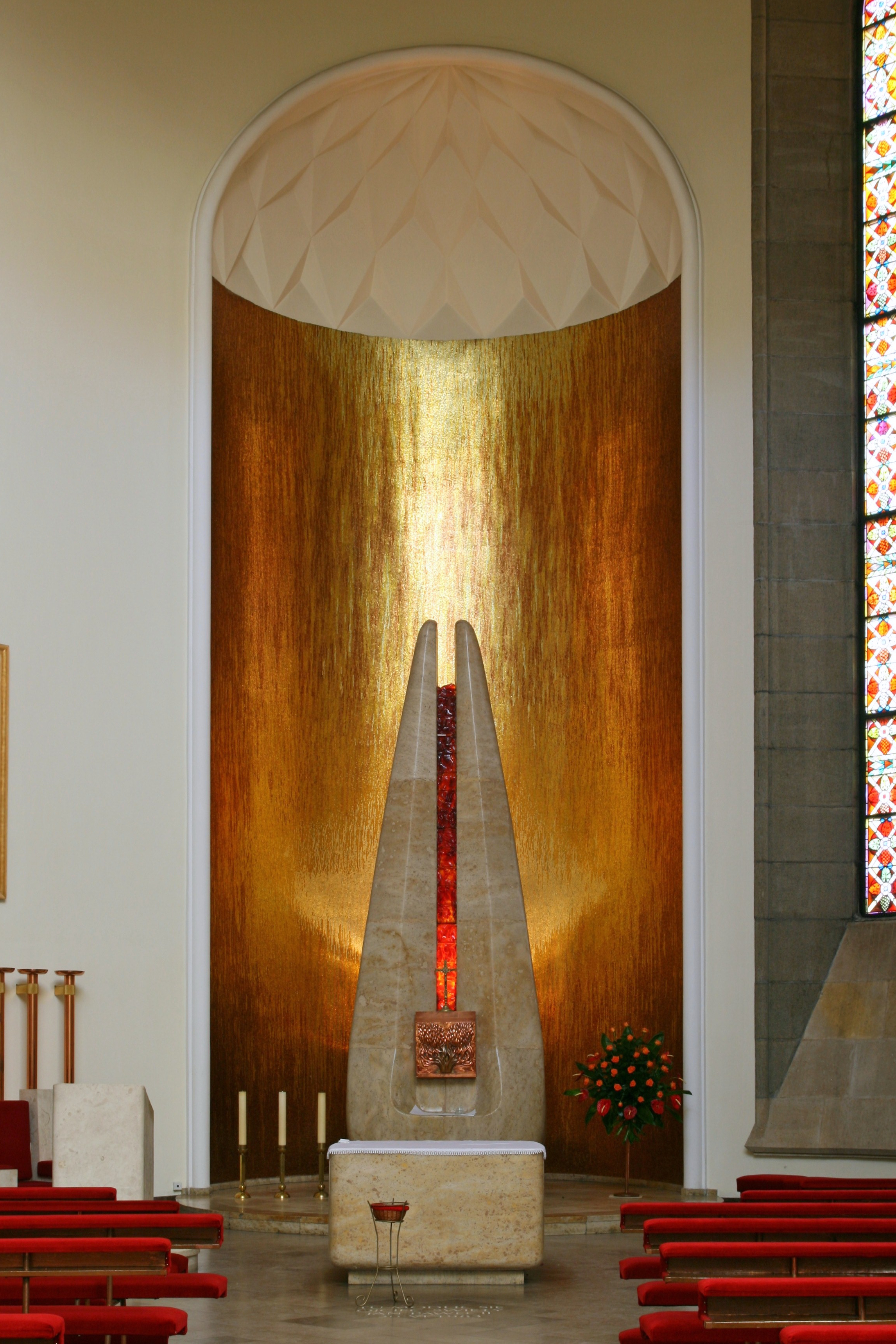
Kaplica Najświętszego Sakramentu (2008)

### Krypty

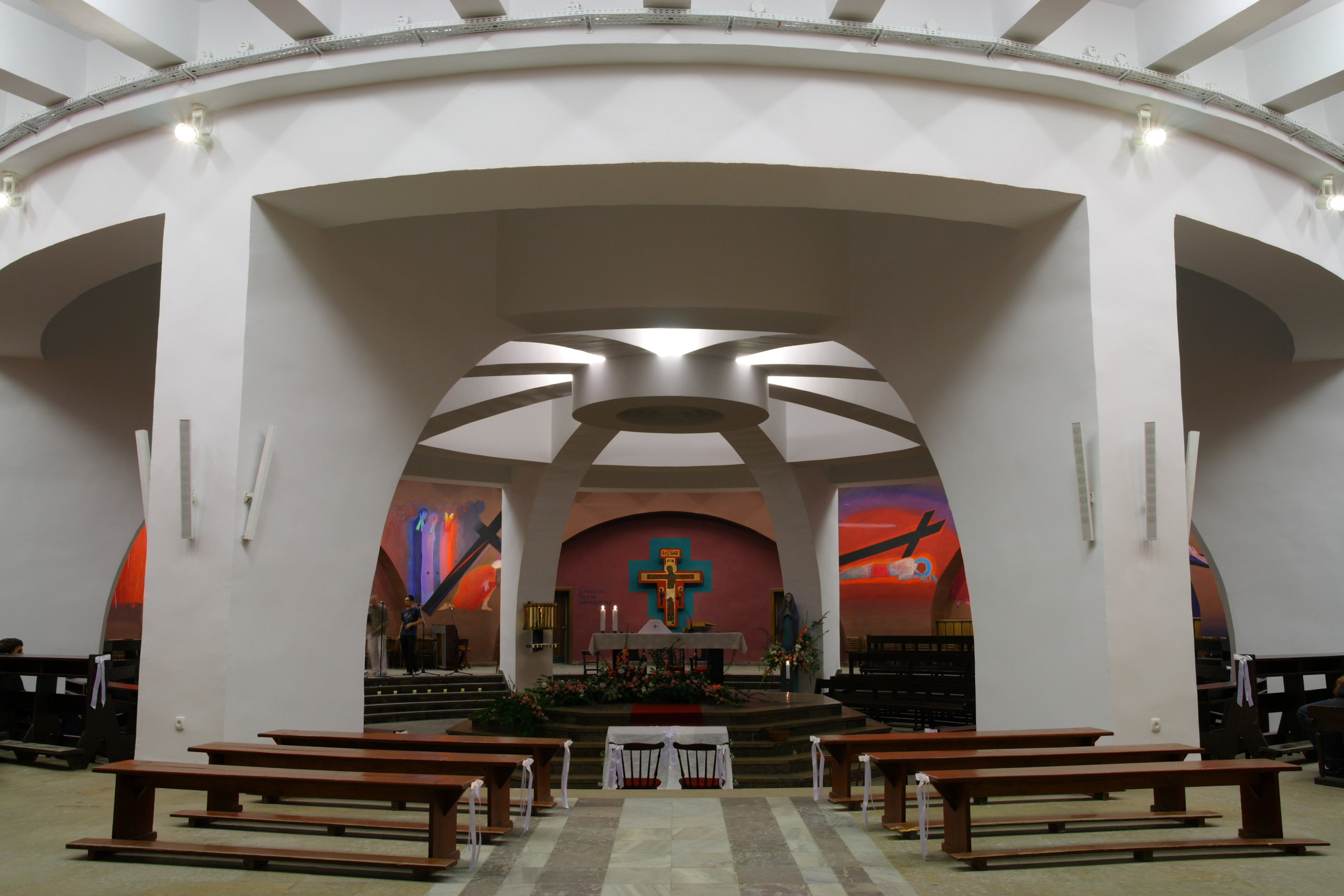
Kościół akademicki w krypcie archikatedry (2008)

Od strony Kurii Metropolitalnej znajduje się wejście do krypty, w którym mieści się kościół akademicki z drogą krzyżową namalowaną w 1992 roku przez Ewę Sidorowicz i Joannę Piech-Kalarus. Na konstrukcję krypty składa się zespół żelbetowych przypór podtrzymujących sklepienie, spiętych betonowym kręgiem. Linie podziału przecinają się w samym jej środku, nad miejscem celebracji.
W sąsiedztwie kościoła akademickiego znajduje się kaplica grobowa, w której do 2018 roku pochowani zostali trzej biskupi katowiccy: Arkadiusz Lisiecki, Stanisław Adamski oraz Herbert Bednorz. Pierwotna koncepcja wystroju krypty grobowej powstała na początku lat 90. XX wieku wraz z cyklem drogi krzyżowej kościoła akademickiego, lecz do realizacji wówczas nie doszło. Została ona zrealizowana dwadzieścia lat później przez Joannę Piech-Kalarus i Romana Kalarusa. Po raz pierwszy została ona udostępniona publicznie w Dzień Zaduszny 2017 roku. Polichromia przedstawia Niebieskie Jeruzalem – obraz zaczerpnięty z Apokalipsy św. Jana. Naprzeciwko obrazu Nowego Jeruzalem umieszczono cytaty z księgi Apokalipsy: „On będzie Bogiem z nami”, „Będą oglądać Jego oblicze” i „Czas jest bliski”.

### Organy
Archikatedra posiada dwa organy: na chórze 43-głosowe o trakturze mechanicznej i w prezbiterium 17-głosowe chórowe.
Montaż dużych organów rozpoczęto 1 października 1980 roku, a 23 listopada tego samego roku zostały one poświęcone. Instrument ten został wybudowany przez Gregora Hradetzky’ego z Krems an der Donau i powstał w miejsce poprzednich firmy Klimosz i Dyrszlag przebudowanych przez Wacława Biernackiego. Organy mają 43 głosy, 3,7 tys. piszczałek i 56 trompet hiszpańskich. Dyspozycję instrumentu zaprojektował prof. Jan Jargoń.
Drugi, 17-głosowy, także tego samego budowniczego instrument pochodzi z 1977 roku.
| Manuał I              | Manuał II                      | Manuał III             | Pedał                |
| --------------------- | ------------------------------ | ---------------------- | -------------------- |
| 1. Holzgedackt 8'     | 1. Pommer 16'                  | 1. Bourdon 16'         | 1. Subbas 16'        |
| 2. Quintadene 8'      | 2. Principal 8'                | 2. Violprincipal 8'    | 2. Principal 16'     |
| 3. Principal 4'       | 3. Rohrflöte 8'                | 3. Vox coelestis 8'    | 3. Quintbas 10 2/3'  |
| 4. Rohrflöte 4'       | 4. Spitzgambe 8'               | 4. Octave 4            | 4. Flötenbas 8'      |
| 5. Blockflöte 2'      | 5. Octave 4'                   | 5. Nachthorn 4'        | 5. Octave 8'         |
| 6. Spitzquinte 1 1/3' | 6. Gedakt 4'                   | 6. Nasat 2 2/3'        | 6. Choralbas 4'      |
| 7. Sesquialtera 2 f.  | 7. Quinte 2 2/3'               | 7. Doublette 2'        | 7. Hintersatz 2 2/3' |
| 8. Scharf 1           | 8. Octave 2'                   | 8. Terz 1 3/5'         | 8. Nachthorn 2'      |
| 9. Krummhorn 8'       | 9. Mixtur 1 1/3'               | 9. Cornet 5 f.         | 9. Posaune 16'       |
| Tremulant             | 10. Trompete 16'               | 10. Plein Jeu 1 1/3'   | 10. Trompete 8'      |
|                       | 11. Trompete 8' (horyzontalna) | 11. Fagott 16'         |                      |
|                       |                                | 12. Trompette harm. 8' |                      |
|                       |                                | 13. Clairon 4'         |                      |
|                       |                                | Tremulant              |                      |

Jednym z organistów archikatedry Chrystusa Króla był Franciszek Jamrozy, który został tam zatrudniony po II wojnie światowej.

### Dzwony
Nad szczytem archikatedry wisi łącznie 5 dzwonów. Wszystkie uruchamiane są z okazji ważnych uroczystości, jak wigilia paschalna, święcenia kapłańskie, msze pontyfikalne, natomiast trzy z nich usłyszeć można przed mszami.
Cztery pierwsze dzwony archikatedra Chrystusa Króla otrzymała dzięki pomocy Kościoła niemieckiego, a zostały one odlane w firmie Rudolfa Pernera z Pasawy. Poświęcono je w uroczystość Chrystusa Króla 1983 roku. Piąty dzwon wylany w tej samej firmie ufundowali sponsorzy i parafialnie z okazji Jubileuszu Roku 2000. Poświęcił go abp Damian Zimoń 28 listopada 1999 roku, a po raz pierwszy zabrzmiał 25 grudnia tego samego roku. W 2021 roku w związku z budową tarasu widokowego na dachu katedry dzwony przeszły remont, w którym zmieniono między innymi ich zawiesia.
|   | Imię                 | Waga    | Ton  | Średnica | Rok odlania | Odlewnia                            |
| - | -------------------- | ------- | ---- | -------- | ----------- | ----------------------------------- |
| 1 | Jubilaeum            | 3500 kg | h0   | 173 cm   | 1999        | Ludwisarnia Rudolfa Pernera, Pasawa |
| 2 | Chrystus Król        | 1550 kg | d’   | 142 cm   | 1983        | Ludwisarnia Rudolfa Pernera, Pasawa |
| 3 | Matka Boża Piekarska | 841 kg  | fis’ | 105 cm   | 1983        | Ludwisarnia Rudolfa Pernera, Pasawa |
| 4 | Św. Józef Robotnik   | 473 kg  | a’   | 97 cm    | 1983        | Ludwisarnia Rudolfa Pernera, Pasawa |
| 5 | Św. Michał Archanioł | 348 kg  | h’   | 85 cm    | 1983        | Ludwisarnia Rudolfa Pernera, Pasawa |

## Otoczenie
Archikatedra Chrystusa Króla położona jest przy ulicy Plebiscytowej 49 w Katowicach, na terenie dzielnicy Śródmieście, w jego południowej części. Tworzy ona wraz z gmachem kurii metropolitalnej i plebanii kompleks urbanistyczny w kwartale ulic Plebiscytowej, ks. J. Czempiela, W. Stwosza i Powstańców. Gmach od chodnika ulicy Powstańców oddzielony jest pasem zieleni, a od gmachu kurii oddziela go ulica H. Jordana. Archikatedra stanowi centralne założenie tego kompleksu.
Po zachodniej stronie archikatedry znajduje się pomnik Jana Pawła II o wysokości 3 m, zaprojektowany przez Kazimierza Gustawa Zemłę. Na jego cokole widnieje napis „Totus Tuus Jan Paweł II”. Został on odsłonięty 19 maja 2006 roku.
Plac, na którym znajduje się archikatedra i pomnik Jan Pawła II, na mocy uchwały Rady Miasta Katowice z 31 stycznia 2011 roku nazwano placem Katedralnym. Przed archikatedrą Chrystusa Króla, po drugiej stronie ulicy Powstańców znajduje się plac Jana Pawła II, któremu nazwę nadała Rada Miejska Katowic 19 czerwca 2000 roku.

## Działalność

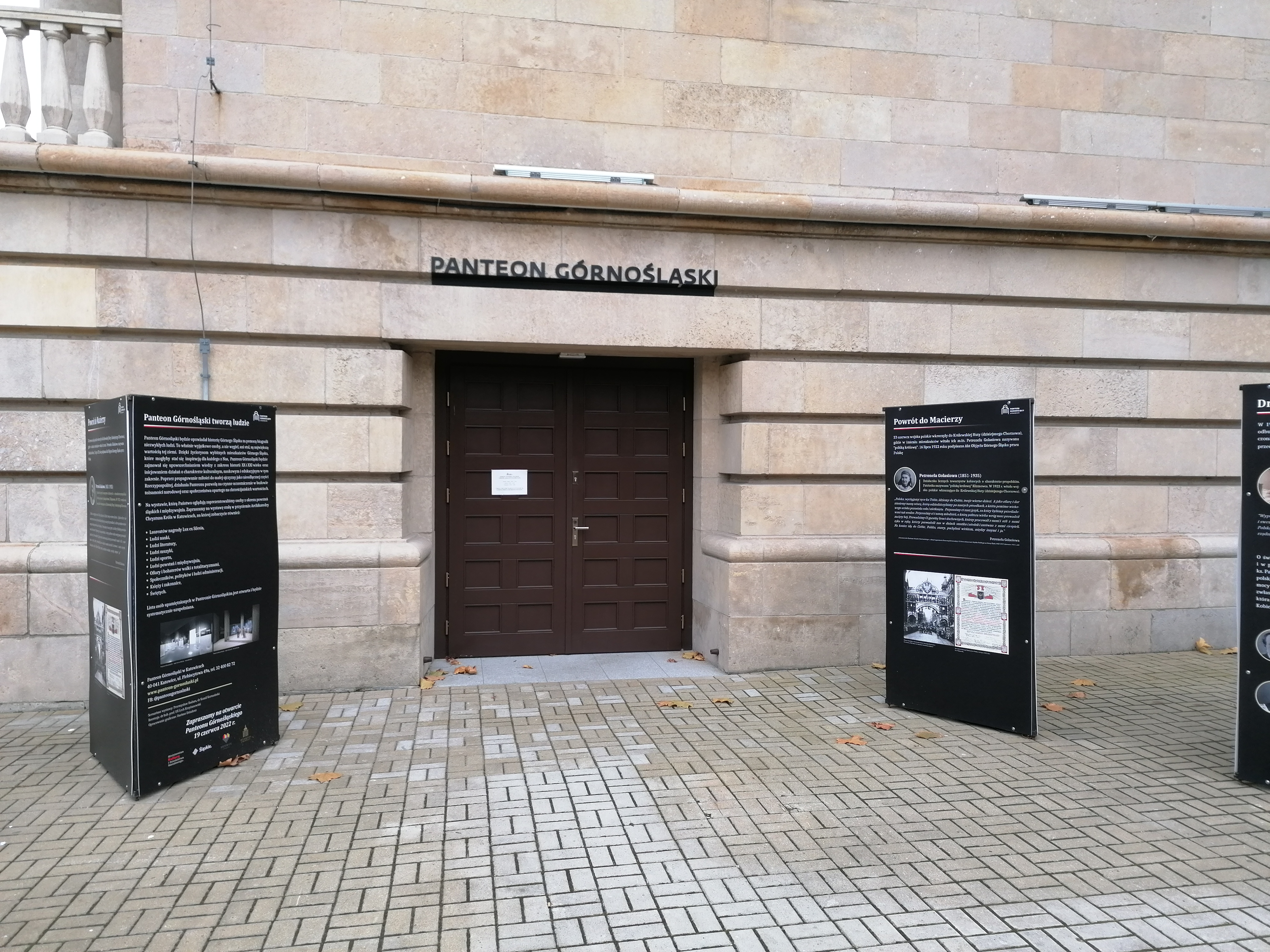
Główne wejście do Panteonu Górnośląskiego w Katowicach (2022)

Archikatedra Chrystusa Króla w Katowicach jako kościół biskupa diecezjalnego stanowi centrum życia religijnego archidiecezji katowickiej. Jest ona także świątynią katowickiej parafii katedralnej Chrystusa Króla. Patronem świątyni jest Jezus Chrystus Król Wszechświata, a uroczystość patronalna przypada w ostatnią niedzielę roku kościelnego, czyli pod koniec listopada.
W archikatedrze wręczana jest każdego roku nagroda Lux ex Silesia. Odbywają się tutaj także koncerty organowe i symfoniczne. W świątyni wystąpiła dla Jana Pawła II 20. czerwca 1983 roku NOSPR, wykonując m.in. „Victorię” Wojciecha Kilara. W grudniu 1989 roku ta sama orkiestra nagrała „Pasję według św. Łukasza” Krzysztofa Pendereckiego pod dyrekcją kompozytora dla Decca International. 9 listopada 1987 roku w archikatedrze miało miejsce pierwsze wykonanie improwizowanego cyklu Sceny ewangeliczne Juliana Gembalskiego.
Poza miesiącami wakacyjnymi w katedrze funkcjonuje stały konfesjonał, w ciągu dnia wystawiony jest też Najświętszy Sakrament.
W podziemiach archikatedry działa Panteon Górnośląski w Katowicach, mający na celu prezentację zasłużonych mieszkańców Górnego Śląska z różnych dziedzin życia. Przestrzeń ekspozycyjna panteonu wynosi 1400 m². Tam też znajduje się wejście na położony na dachu archikatedry podwójny taras widokowy z widokiem na miasto w trzech kierunkach.

## Filatelistyka
Poczta Polska wyemitowała 18 sierpnia 2003 roku znaczek pocztowy o nominale 3,40 złotych, przedstawiający katowicką archikatedrę. Okazją była odbywająca się w 2003 roku w Katowicach XIX Ogólnopolska Wystawa Filatelistyczna. Autorem projektu znaczka jest Magdalena Jończyk, a ryt wykonała Wanda Zajdel. Dwie różne formy znaczka wydrukowano techniką rotograwiury i stalorytu, na papierze fluorescencyjnym, w nakładzie 530 tys. sztuk. Obok archikatedry na znaczku znalazł się też pomnik Powstańców Śląskich, a na okolicznościowym bloczku gmach Biblioteki Śląskiej.